# 北海道道21号留萌停車場線

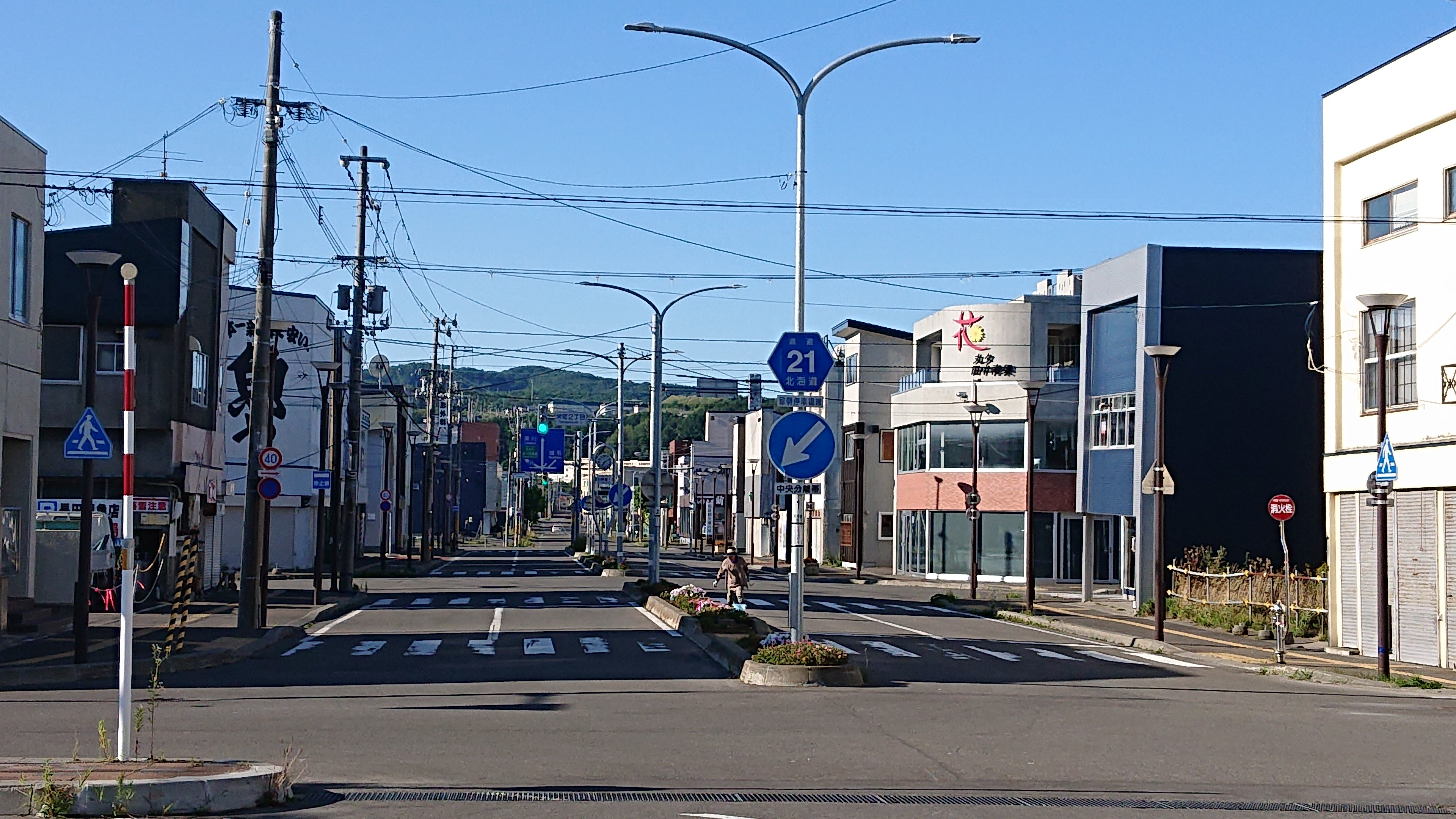
北海道道21号留萌停車場線

北海道道21号留萌停車場線（ほっかいどうどう21ごう るもいていしゃじょうせん）は、北海道留萌市内を結ぶ道道（主要地方道）である。

## 概要
旧留萌駅（2023年廃止）から南下し、栄町3丁目交差点で南東方向に進路を変えて国道231号交点に至る。

### 路線データ
- 起点：北海道留萌市栄町1丁目（旧JR北海道 留萌本線 留萌駅跡）
- 終点：北海道留萌市五十嵐町3丁目（国道231号交点）
- 総延長：1.100 km[1]
- 実延長：1.072 km[1]
- 重用延長：0.028 km[1]

### 道路管理者
- 留萌振興局 留萌建設管理部 事業課

## 歴史
- 1954年（昭和29年）3月30日 - 42号として路線認定[2]。
- 1993年（平成5年）5月11日 - 建設省から、道道留萌停車場線が留萌停車場線として主要地方道に指定される[3]。
- 1994年（平成6年）10月1日 - 路線番号を21号に変更[4]。

## 地理

### 通過する自治体
- 留萌振興局
  - 留萌市

### 交差する道路
留萌市
- 国道231号 - 五十嵐町3丁目（終点）

### 沿線にある施設など
留萌市
- 留萌警察署